# Madame John’s Legacy

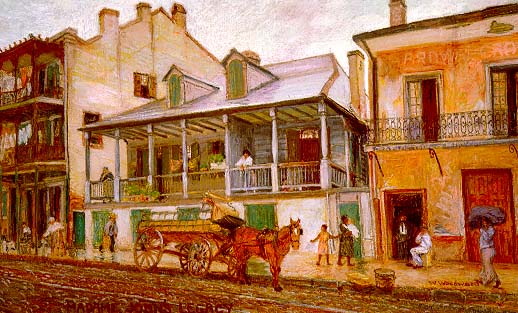
Madame John’s Legacy in einer Zeichnung des amerikanischen Künstlers William Woodward (um 1910)

Madame John’s Legacy ist ein historisches Bauensemble in der Dumaine Street 632 im French Quarter von New Orleans im US-Bundesstaat Louisiana.
Die Anlage besteht aus drei Teilen: dem Hauptgebäude, dem Küchengebäude mit integriertem Wohnkomplex („cook’s quarters“) für Küchenangestellte und einem ursprünglich dreistöckigen Wohngebäude (Garçonnière). Das Fundament besteht aus Backstein, die Mauern sind mit einer Holzfassade belegt. Im Innenhof wurden früher Hausarbeiten erledigt.
Die Bezeichnung „Madame John’s Legacy“ entstammt dem Roman Tite Poulette des US-amerikanischen Schriftstellers George Washington Cable.

## Geschichte

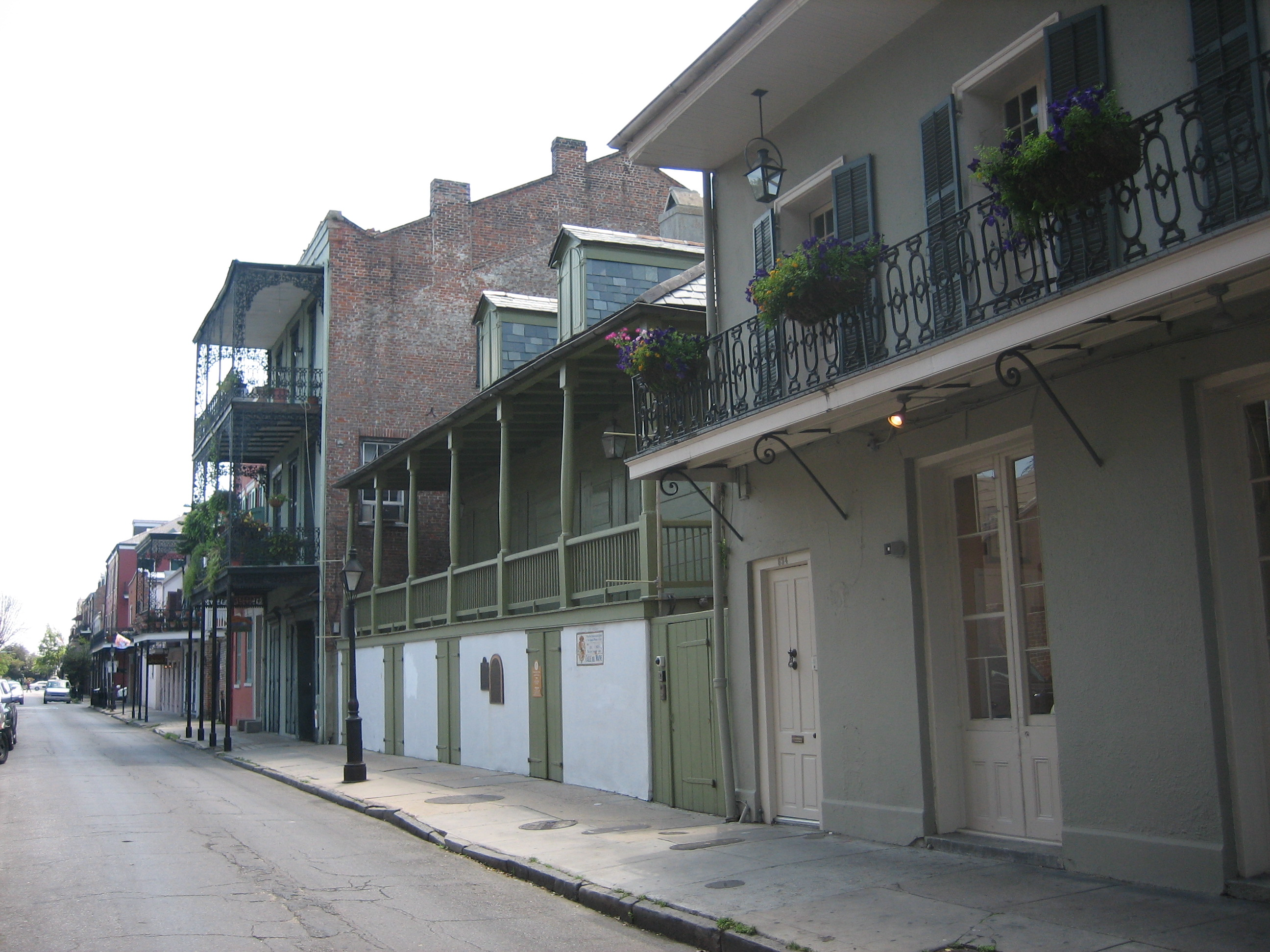
Madame John’s Legacy

Das Hauptgebäude des heutigen Ensembles wurde im französischen Kolonialstil nach dem Stadtbrand von 1788 auf dem Fundament und teilweise mit dem Baumaterial eines älteren, schätzungsweise von 1722 bis 1728 stammenden Gebäudes neu errichtet. Es überstand den neuerlichen Stadtbrand von 1794. In der Folgezeit wechselte es oft den Besitzer und wurde mehrfach umgebaut, die heutigen Stallungen wurden 1826 errichtet, die Garçonnière im Jahr 1845. Im späten 19. Jahrhundert wurden in allen Gebäudeteilen Wohnungen eingerichtet. Die letzten Besitzer stifteten die Gebäude 1947 dem Louisiana State Museum. Im Jahr 1952 beschädigte ein Hurrikan die Garçonnière, das oberste Stockwerk wurde nicht wieder aufgebaut. Bis 1965 war das Haus als Museum zugänglich, dann wurde es abermals bei einem Hurrikan stark beschädigt. Die Restaurierungsarbeiten begannen erst 1974 und wurden ein Jahr später abgeschlossen. Seitdem dient das Haupthaus, das eines der besterhaltenen Gebäude aus dem New Orleans des 18. Jahrhunderts darstellt, wieder als Museum. Im Jahre 1998 wurde das Anwesen erneut saniert.

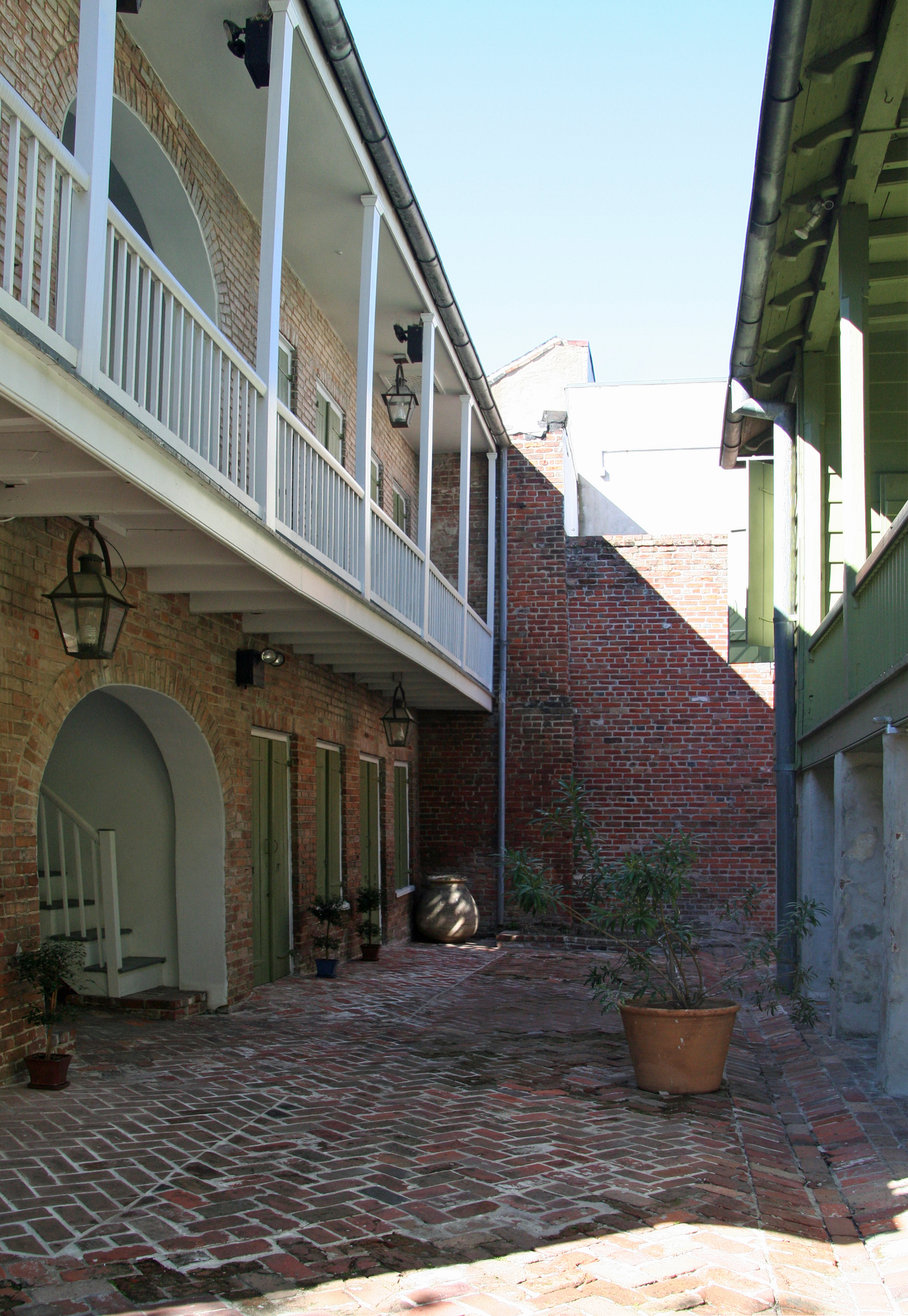
Blick in den Innenhof

Madame John’s Legacy wurde am 15. April 1970 vom National Register of Historic Places als Baudenkmal mit der Nummer 70000256 aufgenommen und am selben Tag wegen seiner prägenden kreolischen Architektur als National Historic Landmark anerkannt.

## Trivia
Das Haus diente als Kulisse und Schauplatz in dem Film Interview mit einem Vampir.